# Allium stephanophorum
Allium stephanophorum är en amaryllisväxtart som beskrevs av Aleksei Ivanovich Vvedensky. Allium stephanophorum ingår i släktet lökar, och familjen amaryllisväxter. Inga underarter finns listade i Catalogue of Life.